# Thelymitra campanulata
Thelymitra campanulata es una especie de orquídea perteneciente a la familia Orchidaceae que es endémica  de Australia.

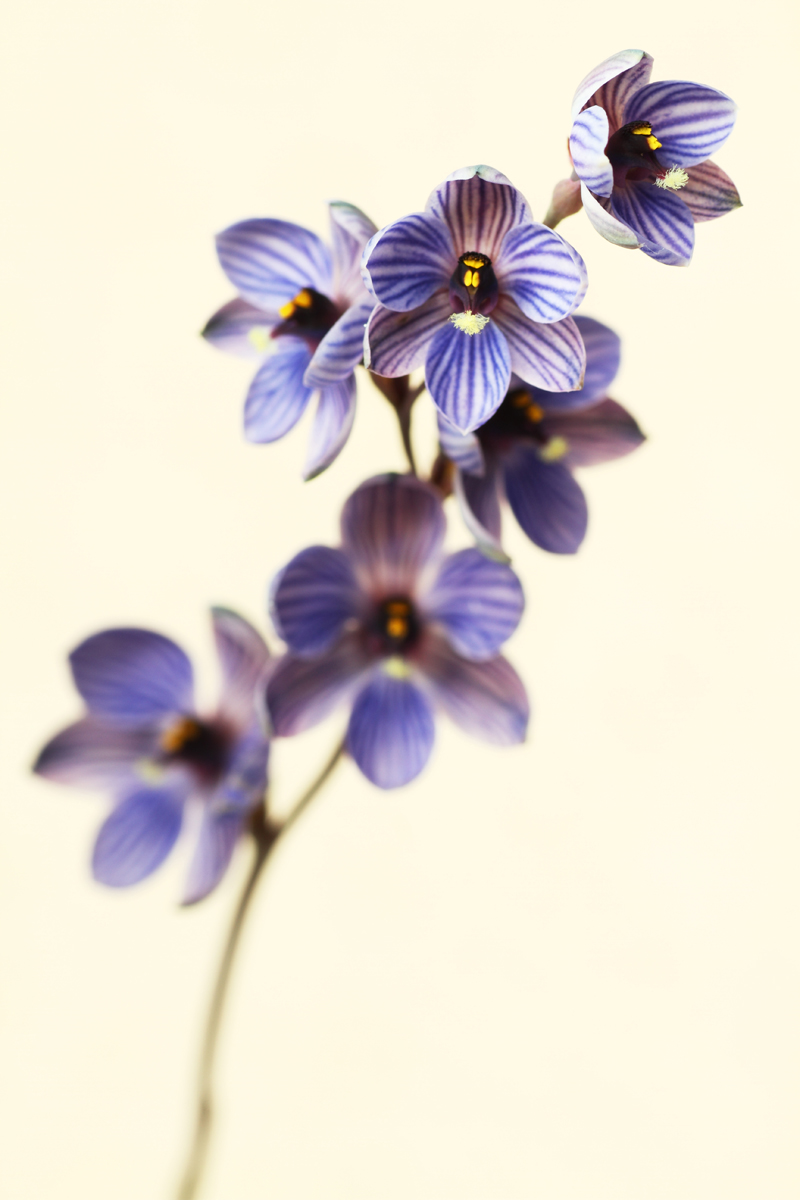
Inflorescencia

## Descripción
Es una orquídea de tamaño pequeño, Tiene hábito terrestre y florece en la primavera en la naturaleza en una inflorescencia erecta, de 20 a 50 cm de largo, con 2 a 15  flores en forma de campana.

## Distribución y hábitat
Se encuentra en el oeste de Australia a una altitud de 20 a 400 metros desde la costa hasta cerca de las zonas costeras entre los matorrales.  

## Taxonomía
Thelymitra campanulata fue descrita por John Lindley y publicado en A Sketch of the Vegetation of the Swan River Colony. . . . 49. 1840.
Etimología
Thelymitra: nombre genérico que deriva de las palabras griegas thely = (mujer) y mitra = (sombrero), refiriéndose a la forma de  la estructura del estaminodio o estambre estéril en la parte superior de la columna que es llamado mitra.
campanulata: epíteto latino que significa "con forma de campana".